# Palis
Pâlis redirige ici.
Palis (prononcé [palis] ; parfois nommée Pâlis mais non officiellement) est une commune déléguée d'Aix-Villemaur-Pâlis et une ancienne commune française située dans le département de l'Aube, au nord du pays d'Othe, en région Grand Est.
Pâlis fusionne le 1er janvier 2016 avec les communes d'Aix-en-Othe et de Villemaur-sur-Vanne pour former la commune nouvelle d'Aix-Villemaur-Pâlis.
Ses habitants s'appellent les Cajats et les Cajattes.

## Géographie

### Situation
Par la route, Pâlis est située à 30 km à l'ouest de Troyes et à 38 km au nord-est de Sens.

### Communes limitrophes
| Villadin |       | Mesnil-Saint-Loup   |
|          | Pâlis |                     |
| Planty   |       | Villemaur-sur-Vanne |

### Voies de communication et transports
Le principal axe routier, la RD374 relie Nogent-sur-Seine au hameau de Charrey.

## Histoire
Au Néolithique, les hommes sont là :  chasseurs-cueilleurs. Un grand nombre de haches, couteaux, pointes de flèches a été recueilli au sud du village. Des sépultures d’époque protohistorique ont également été retrouvées.
Pâlis était connu dès 1164 car sa paroisse relevait du doyenné de Villemaur et la mention des dîmes dues à l'abbaye de Montier
La seigneurie appartient à la fin de la guerre de Cents Ans à la famille Le Muet (Nicole, bailli d'Isle, décédé en 1494 ; sa fille Marguerite en vie en 1507) ; puis à la famille Boucher (originaire de Sens, Michel de 1560 à son décès en 1582, petit-fils de Marguerite Lemuet ; Noël en 1596 fils du précédent ; Michel décédé avant 1663  fils du précédent ; Georges en 1663 fils du précédent et son frère Michel en 1668 ; et Robert, fils dudit Michel. Ces familles sont liées à Sens et à Troyes. Marguerite Le Muet est représentée avec ses parents sur un célèbre vitrail de l'église de La Madeleine à Troyes.
Pâlis eut à subir plusieurs incendies, en 1576 par des reitres, en 1729 une douzaine de maisons brûlèrent.
En 1789, le village relevait de l'intendance et de la généralité de Châlons de l'élection de Troyes, du bailliage royal de Troyes et de celui seigneurial de Villemaur.
Au XIXe siècle, et coutumes du folklore champenois, les habitants de Pâlis se rassemblent dans les grottes aux alentours du village pour y entendre contes et légendes d'autrefois,

## Politique et administration

### Liste des maires
| Période                                  | Période       | Identité       | Étiquette | Qualité     |
| ---------------------------------------- | ------------- | -------------- | --------- | ----------- |
| Les données manquantes sont à compléter. |               |                |           |             |
| 2001                                     | décembre 2015 | Roland Broquet | DVD       | Agriculteur |

## Population et société

### Démographie
L'évolution du nombre d'habitants est connue à travers les recensements de la population effectués dans la commune depuis 1793. À partir du 1er janvier 2009, les populations légales des communes sont publiées annuellement dans le cadre d'un recensement qui repose désormais sur une collecte d'information annuelle, concernant successivement tous les territoires communaux au cours d'une période de cinq ans. 
Pour les communes de moins de 10 000 habitants, une enquête de recensement portant sur toute la population est réalisée tous les cinq ans, les populations légales des années intermédiaires étant quant à elles estimées par interpolation ou extrapolation. Pour la commune, le premier recensement exhaustif entrant dans le cadre du nouveau dispositif a été réalisé en 2006,.
En 2013, la commune comptait 619 habitants, en évolution de +2,65 % par rapport à 2008 (Aube : +1,58 %, France hors Mayotte : +2,49 %).
| 1793 | 1800 | 1806 | 1821 | 1831 | 1836 | 1841  | 1846  | 1851  |
| ---- | ---- | ---- | ---- | ---- | ---- | ----- | ----- | ----- |
| 500  | 632  | 656  | 830  | 865  | 971  | 1 046 | 1 160 | 1 254 |

| 1856  | 1861  | 1866  | 1872  | 1876  | 1881  | 1886  | 1891  | 1896  |
| ----- | ----- | ----- | ----- | ----- | ----- | ----- | ----- | ----- |
| 1 275 | 1 291 | 1 347 | 1 371 | 1 368 | 1 330 | 1 283 | 1 269 | 1 226 |

| 1901  | 1906  | 1911  | 1921 | 1926 | 1931 | 1936 | 1946 | 1954 |
| ----- | ----- | ----- | ---- | ---- | ---- | ---- | ---- | ---- |
| 1 166 | 1 113 | 1 059 | 862  | 885  | 882  | 795  | 690  | 745  |

| 1962 | 1968 | 1975 | 1982 | 1990 | 1999 | 2006 | 2011 | 2013 |
| ---- | ---- | ---- | ---- | ---- | ---- | ---- | ---- | ---- |
| 654  | 602  | 548  | 511  | 486  | 555  | 602  | 629  | 619  |

## Économie
Pâlis possède une économie à dominante rurale, historiquement fondée sur l’agriculture, avec des cultures céréalières et l’élevage en arrière-plan d’un paysage bocager typique du Pays d’Othe. Le village a connu une activité viticole jusqu’au XIXᵉ siècle, comme en témoignent encore ses coteaux et quelques pressoirs anciens. 
Pâlis accueille également le Domaine du Tournefou, centre culturel pluridisciplinaire, qui contribue à l’économie locale par l’accueil d’artistes, de résidences et d’événements ouverts au public. La vie économique du village est renforcée par l’organisation annuelle de la Foire aux vins et produits du terroir, qui attire des milliers de visiteurs et dynamise l’activité commerciale chaque printemps.

## Culture locale et patrimoine

### Lieux et monuments
- Église du XIXe siècle qui a remplacé celle en ruine en 1648. Devenue une chapelle, elle fut rétablie en 1735, on ajouta une aile au sud agrandissant la nef du XIIe et le collatéral droit du XVe[12]. Son mobilier comprend des fonts baptismaux[13] du XVIIe, des clôtures de chœur, d'autel en fer forgé.